# Elisabeth Schwarzkopf
Elisabeth Schwarzkopf (ur. 9 grudnia 1915 w Jarocinie, zm. 3 sierpnia 2006 w Schruns w landzie Vorarlberg w Austrii) – niemiecka śpiewaczka, sopran liryczny, jedna z najsłynniejszych śpiewaczek operowych XX w.

## Życiorys
Studiowała w Wyższej Szkole Muzycznej w Berlinie. Debiutowała w 1938 w Operze Berlińskiej. W 1943 została solistką Opery Wiedeńskiej a w 1948 Covent Garden w Londynie. Od 1953 mieszkała w Wielkiej Brytanii. Jej mężem był producent muzyczny firmy Columbia Records – Walter Legge. W 1971 wycofała się ze sceny, dając tylko koncerty.
Specjalizowała się w operach W.A. Mozarta i R. Straussa. Wykonywała również repertuar oratoryjny oraz pieśni, głównie Schuberta i Wolfa. Odznaczona niemieckimi krzyżami komandorskimi Orderu Zasługi Republiki Federalnej Niemiec (1974) i Orderu Pour le Mérite (1983), duńskim Orderem Danebroga I klasy (1984), francuskim krzyżem komandorskim Orderu Sztuki i Literatury (1985), a także Orderem Imperium Brytyjskiego II klasy (1992).